# Estrecho de Tablas
El estrecho de Tablas (alternativamente conocido como estrecho de Tabuas) es un estrecho en el país asiático de las Filipinas, que separa las islas de Mindoro y de Panay. La profundidad aproximada del estrecho es de 545 metros (1788 pies). Es conocido por ser el lugar donde el ferry Dona Paz se hundió después de chocar con el petrolero MT Vector matando a más de 4000 personas el 20 de diciembre de 1987.